# A Nação (Blumenau)
A Nação foi um jornal fundado em 1943, em Blumenau, por Honorato Tomelin. Na década de 60 iniciou suas atividades em Itajaí e em 1980 fechou as portas.